# Bernat ermità
|  | Per a altres significats, vegeu «Paguroïdeus». |

Els bernats ermitans sensu stricto (Pagurus) són un gènere de crustacis decàpodes anomurs de la família dels pagúrids.

## Taxonomia
N'hi ha al voltant de 170 espècies; se'n descobreixen de noves cada any i d'altres han passat a formar part d'altres gèneres. La llista següent és de l'any 2004:
| - Pagurus acadianus J.E. Benedict, 1901 - Pagurus alabamensis Rathbun, 1935 - Pagurus alaini Komai, 1998 - Pagurus alatus Fabricius, 1775 - Pagurus albidianthus de Saint Laurent & McLaughlin, 2000 - Pagurus albus (J.E. Benedict, 1892) - Pagurus alcocki (Balss, 1911) - Pagurus aleuticus (J.E. Benedict, 1892); pagur de les Aleutianes - Pagurus anachoretoides Forest, 1966 - Pagurus anachoretus Risso, 1827 - Pagurus angustus (Stimpson, 1858) - Pagurus annexus Mclaughlin & Haig, 1993 - Pagurus annulipes (Stimpson, 1860) - Pagurus arcuatus Squires, 1964 - Pagurus arenisaxatilis Harvey & McLaughlin, 1991 - Pagurus armatus; (Bouvier, 1892); pagur armat - Pagurus beringanus (J.E. Benedict, 1892); pagur de Bering - Pagurus bernhardus (Linnaeus, 1758); pagur comú - Pagurus boletifer - Pagurus boriaustraliensis Morgan, 1990 - Pagurus bouvieri (Faxon, 1895) - Pagurus brachiomastus (Thallwitz, 1891) - Pagurus brandti (J.E. Benedict, 1892) - Pagurus brevidactylus (Stimpson, 1859) - Pagurus bullisi Wass, 1963 - Pagurus capillatus (J.E. Benedict, 1892) - Pagurus capsularis McLaughlin, 1997 - Pagurus carneus (Pocock, 1889) - Pagurus carolinensis McLaughlin, 1975 - Pagurus carpoforminatus (Alcock, 1905) - Pagurus caurinus J.F.L. Hart, 1971 - Pagurus cavicarpus (Paulson, 1875) - Pagurus chevreuxi (Bouvier, 1896) - Pagurus compressipes (Mieers, 1884) - Pagurus comptus White, 1847 - Pagurus conformis (De Haan, 1849) - Pagurus confragosus (J.E. Benedict, 1892) - Pagurus confusus Komai & Yu, 1999 - Pagurus constans (Stimpson, 1858) - Pagurus cornutus (J.E. Benedict, 1892) - Pagurus criniticornis (Dana, 1852) - Pagurus cuanensis Bell, 1845 - Pagurus curacaoensis (J.E. Benedict, 1892) - Pagurus dalli (J.E. Benedict, 1892) - Pagurus dartevellei (Forest, 1958) - Pagurus decimbranchiae Komai & Osawa, 2001 - Pagurus defensus (J.E. Benedict, 1892) - Pagurus delsolari Haig, 1974 - Pagurus dissimilis (A. Milne-Edwards & Bouvier, 1893) - Pagurus edwardsii (Dana, 1852) - Pagurus emmersoni McLaughlin & Forest, 1999 - Pagurus erythrogrammus Komai, 2003 - Pagurus excavatus (Herbst, 1791) - Pagurus exiguus (Melin, 1939) - Pagurus exilis (J.E. Benedict, 1892) - Pagurus filholi (De Man, 1887) - Pagurus fimbriatus Forest, 1966 - Pagurus forbesii Bell, 1845 - Pagurus forceps H. Milne Edwards, 1836 | - Pagurus fungiformis Komai & Rahayu, 2004 - Pagurus gladius (J.E. Benedict, 1892) - Pagurus gordonae (Forest, 1956) - Pagurus gracilipes (Stimpson, 1858) - Pagurus granosimanus (Stimpson, 1859) - Pagurus gymnodactylus Lemaitre, 1982 - Pagurus hartae (McLaughlin & Jensen, 1996) - Pagurus heblingi Nucci & Melo, 2003 - Pagurus hedleyi (Grant & McCulloch, 1906) - Pagurus hemphilli (J.E. Benedict, 1892); pagur morat - Pagurus hirsutiusculus (Dana, 1851); pagur pelut - Pagurus ikedai - Pagurus imafukui McLaughlin & Konishi, 1994 - Pagurus imaii (Yokoya, 1939) - Pagurus imarpe Haig, 1974 - Pagurus impressus (J.E. Benedict, 1892); pagur palmat - Pagurus indicus Sarojini & Nagabhushanam, 1972 - Pagurus insulae Asakura, 1991 - Pagurus investigatoris (Alcock, 1905) - Pagurus iridocarpus de Saint Laurent & McLaughlin, 2000 - Pagurus irregularis (A. Milne-Edwards & Bouvier, 1892) - Pagurus japonicus (Stimpson, 1858) - Pagurus kaiensis McLaughlin, 1997 - Pagurus kennerlyi (Stimpson, 1864) - Pagurus kulkarnii Sankolli, 1962 - Pagurus lanuginosus De Haan, 1849 - Pagurus laurentae Forest, 1978 - Pagurus lepidus (Bouvier, 1898) - Pagurus leptonyx Forest & de Saint Laurent, 1968 - Pagurus limatulus Fausto Filho, 1970 - Pagurus liochele (Barnard, 1947) - Pagurus longicarpus; pagur de carp llarg - Pagurus longimanus Wass, 1963 - Pagurus lophochela Komai, 1999 - Pagurus luticola Komai & Chan, 2006 - Pagurus macardlei (Alcock, 1905) - Pagurus maclaughlinae García-Gómez, 1982 - Pagurus maculosus Komai & Imafuku, 1996 - Pagurus malloryi Schweitzer & Feldmann, 2001 - Pagurus marshi J.E. Benedict, 1901 - Pagurus mbizi (Forest, 1955) - Pagurus meloi Lemaitre & Cruz Castano, 2004 - Pagurus mertensii Brandt, 1851 - Pagurus middendorfii Brandt, 1851 - Pagurus minutus Hess, 1865 - Pagurus moluccensis Haig & Ball, 1988 - Pagurus nanodes Haig & Harvey, 1991 - Pagurus nesiotes Haig & McLaughlin, 1991 - Pagurus nigrivittatus Komai, 2003 - Pagurus nigrofascia Komai, 1996 - Pagurus nipponensis (Yokoya, 1933) - Pagurus nisari Siddiqui & Komai, 2008 - Pagurus novaezelandiae; pagur de Nova Zelanda | - Pagurus ochotensis Brandt, 1851; pagur d'Alaska - Pagurus parvispina Komai, 1997 - Pagurus parvus (J.E. Benedict, 1892) - Pagurus pectinatus (Stimpson, 1858) - Pagurus pergranulatus (Henderson, 1896) - Pagurus perlatus H. Milne Edwards, 1848 - Pagurus pilosipes (Stimpson, 1858) - Pagurus pilsbryi Roberts, 1962 - Pagurus pitagsaleei McLaughlin, 2002 - Pagurus politus (S.I. Smith, 1882) - Pagurus pollicaris; pagur de pinça plana - Pagurus protuberocarpus McLaughlin, 1982 - Pagurus provenzanoi Forest & de Saint Laurent, 1968 - Pagurus proximus Komai, 2000 - Pagurus pubescens Krøyer, 1838 (= P. kroyeri) - Pagurus pubescentulus (A. Milne-Edwards & Bouvier, 1892) - Pagurus pulchellus (A. Milne-Edwards & Bouvier, 1892) - Pagurus pycnacanthus (Forest, 1955) - Pagurus quaylei J.F.L. Hart, 1971 - Pagurus quinquelineatus Komai, 2003 - Pagurus rathbuni (J.E. Benedict, 1892); pagur camallarg - Pagurus redondoensis Wicksten, 1982 - Pagurus retrorsimanus Wicksten & McLaughlin, 1998 - Pagurus rhabdotus Haig & Harvey, 1991 - Pagurus rotundimanus Wass, 1963 - Pagurus ruber (A. Milne-Edwards & Bouvier, 1892) - Pagurus rubrior Komai, 2003 - Pagurus samoensis (Ortmann, 1892) - Pagurus samuelis (Stimpson, 1857); pagur de franja blava - Pagurus setosus (J.E. Benedict, 1892) - Pagurus similimanus (Balss, 1921) - Pagurus similis (Ortmann, 1892) - Pagurus simulans Komai, 2000 - Pagurus sinuatus (Stimpson, 1858) - Pagurus smithi (J.E. Benedict, 1892) - Pagurus souriei (Forest, 1952) - Pagurus spighti Mclaughlin & Haig, 1993 - Pagurus spilocarpus Haig, 1977 - Pagurus spina Komai, 1994 - Pagurus spinulentus (Henderson, 1888) - Pagurus stevensae J.F.L. Hart, 1971 - Pagurus sticticus McLaughlin, 2008 - Pagurus stimpsoni (A. Milne-Edwards & Bouvier, 1893) (= P. bonairensis) - Pagurus tanneri (J.E. Benedict, 1892); pagur de pinça llarga - Pagurus townsendi (J.E. Benedict, 1892) - Pagurus traversi (Filhol, 1885) - Pagurus triangularis (Chevreux & Bouvier, 1892) - Pagurus trichocerus Forest & de Saint Laurent, 1968 - Pagurus trigonocheirus (Stimpson, 1858); pagur pilòs - Pagurus tristanensis (Henderson, 1888) - Pagurus tuberculosus Harvey, 1998 - Pagurus undosus (J.E. Benedict, 1892); pagur de les Pribilof - Pagurus venturensis Coffin, 1957 - Pagurus vetaultae Harvey & McLaughlin, 1991 - Pagurus villosus Nicolet, 1849 - Pagurus virgulatus Haig & Harvey, 1991 |

Les espècies següents són totes nomina nuda. Podrien ser espècies vàlides però mai no han estat descrites de forma acceptable:
- "Pagurus bunomanus" a Glassell, 1937
- "Pagurus crenatus" a Hope, 1851
- "Pagurus cuanensis" a Thompson, 1844
- "Pagurus cultratus" a White, 1847
- "Pagurus hirtimanus" a White, 1847
- "Pagurus hyndmani" a Thompson, 1844
- "Pagurus laevis" a Thompson, 1844
- "Pagurus ulidiae" a Thompson, 1843